# Boleophthalmus dussumieri
Boleophthalmus dussumieri är en fiskart som beskrevs av Valenciennes, 1837. Boleophthalmus dussumieri ingår i släktet Boleophthalmus och familjen smörbultsfiskar. Inga underarter finns listade.